# Schiffsfahne von Heggen

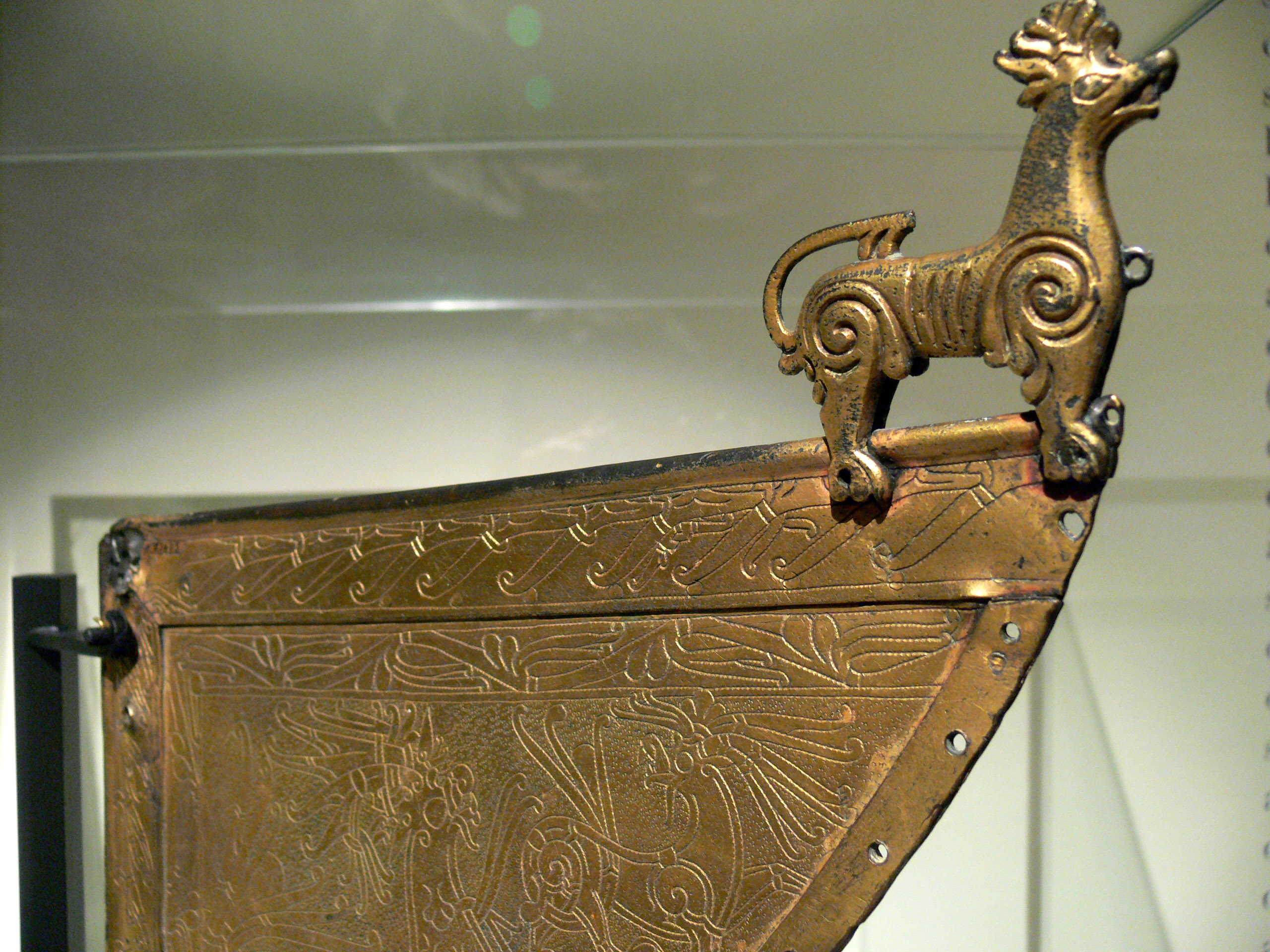
Eine aufgesetzte Tierfigur auf dem oberen Rand ist typisch für die großen Schiffsfahnen

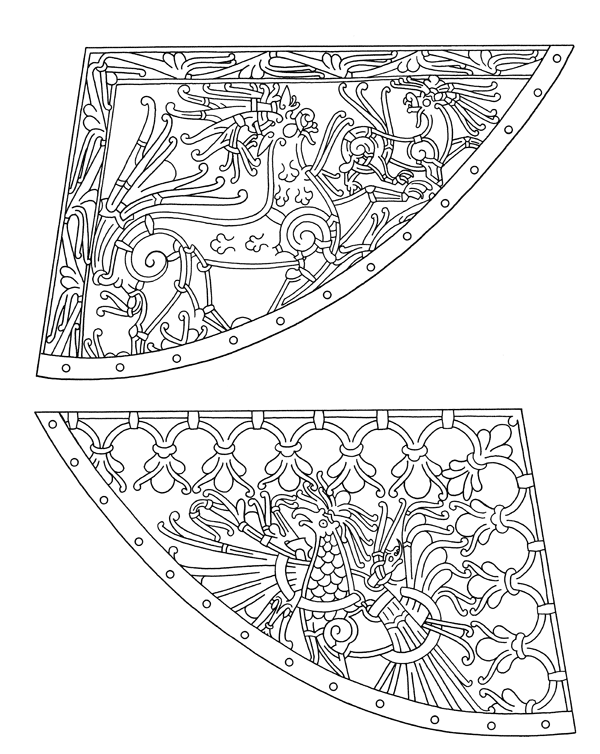
Schiffsfahne von Heggen

Die Schiffsfahne von Heggen (norwegisch Heggenfløyen) ist die älteste der bisher aufgefundenen wikingerzeitlichen Schiffswimpel. Sie ist 28 cm lang, besteht aus vergoldetem Bronzeblech und ist im reinen Mammenstil verziert. Heggen gehört heute zur Gemeinde Modum und liegt westlich von Oslo in Norwegen. 
Schiffsfahnen haben die Form eines modifizierten Viertelkreises und werden auch als Wetterfahne bezeichnet. Es handelt sich um aus Metall (Kupfer, Bronze oder vergoldetes Metall) gefertigte und deshalb erhaltenen Exemplare wikingerzeitlicher Heraldik, die statt der bekannten Drachenköpfe an den Vordersteven der Langschiffe saßen, abnehmbar waren und nur vereinzelt auf Kirchtürmen überlebten. Ein Runenstab aus Bergen in Norwegen zeigt die „Leidang“ (die Flotte), bei der einige große Schiffe einen drachen- bzw. bannerverzierte Steven haben.
Die Standarte von Heggen zeigt neben der vollplastischen Skulptur eines aufgesetzten Fabeltieres auf der einen Seite zwei prächtig geschmückte Ungetüme, auf der anderen einen ebensolchen Vogel (Raben). Um die Darstellungen windet sich die typischen Verzierung in Rankentechnik. Der Rand ist abgesetzt und aufgenietet.
Eine weitere Schiffsfahne aus Norwegen ist die aus Tingelstad, die jedoch jünger ist als die von Heggen. Die anderen erhaltenen großen Schiffsfahnen sind die von Källunge, mit der eine gewisse Ähnlichkeit besteht, und die von Söderala, beide aus Schweden. Ob diese Fahnen Vorläufer des „Raven Banners“ bzw. letztlich auch des Danebrog waren, die als älteste Flagge der Welt angesehen wird, ist indes völlig offen.
Die Fahne wurde 1923 auf dem Kirchturm von Heggen entdeckt und befindet sich heute im Museum in Oslo.

## Weitere Schiffsfahnen
- Schiffsfahne von Söderala
- Schiffsfahne von Källunge
- Schiffsfahne von Tingelstad